# FAM102B
FAM102B (англ. Family with sequence similarity 102 member B) – білок, який кодується однойменним геном, розташованим у людей на 1-й хромосомі. Довжина поліпептидного ланцюга білка становить 360 амінокислот, а молекулярна маса — 39 308.
| 10         |  | 20         |  | 30         |  | 40         |  | 50         |
| ---------- |  | ---------- |  | ---------- |  | ---------- |  | ---------- |
| MMKKKKFKFK |  | VDFELEELSS |  | VPFVNGVLFC |  | KMRLLDGGSF |  | TAESSREVVQ |
| ANCVRWRKKF |  | SFMCKMSASA |  | ATGILDPCIY |  | RVSVRKELKG |  | GKAYAKLGFA |
| DLNLAEFAGS |  | GNTTRRCLLE |  | GYDTKNTRQD |  | NSILKVLISM |  | QLMSGDPCFK |
| TPPSTSMSIP |  | IAGESESLQE |  | DRKGGETLKV |  | HLGIADLSAK |  | SASVPDELGA |
| CGHSRTSSYA |  | SQQSKVSGYS |  | TCHSRSSSFS |  | ELCHRRNTSV |  | GSTSTGVESI |
| LEPCDEIEQK |  | IAEPNLDTAD |  | KEDTASEKLS |  | RCPVKQDSVE |  | SQLKRVDDTR |
| VDADDIVEKI |  | LQSQDFSLDS |  | SAEEEGLRLF |  | VGPGGSTTFG |  | SHHLPNRVGS |
| GAYEQVVIKR |  |            |  |            |  |            |  |            |

A: Аланін

C: Цистеїн

D: Аспарагінова кислота

E: Глутамінова кислота

F: Фенілаланін

G: Гліцин

H: Гістидин

I: Ізолейцин

K: Лізин

L: Лейцин

M: Метіонін

N: Аспарагін

P: Пролін

Q: Глутамін

R: Аргінін

S: Серин

T: Треонін

V: Валін

W: Триптофан

Кодований геном білок за функцією належить до фосфопротеїнів. 
Задіяний у такому біологічному процесі, як альтернативний сплайсинг. 